# Rhinogradentia steineri
Rhinogradentia steineri is een vlinder uit de familie van de snuitmotten (Pyralidae). De wetenschappelijke naam van de soort is voor het eerst geldig gepubliceerd in 1970 door H.G. Amsel, Beitr. Naturk. Forsch. SW-Deutschl. 29: 78-Ins. (Lep.). De status van het type en de verblijfplaats van het typemateriaal zijn onbekend.
Het geslacht en de soort hebben hun naam mogelijk verkregen naar aanleiding van de monografie door H. Stümpke (pseudoniem van prof. Gerolf Steiner) "Bau und Leben der Rhinogradentia" over de fictieve zoogdieren-orde Rhinogradentia.